# Craspeduchus pulchellus
Craspeduchus pulchellus är en insektsart som först beskrevs av Fabricius 1794.  Craspeduchus pulchellus ingår i släktet Craspeduchus och familjen fröskinnbaggar. Inga underarter finns listade i Catalogue of Life.